# 御法川修
御法川 修（みのりかわ おさむ、1972年4月2日 - ）は、日本の映画監督。静岡県下田市出身。

## 来歴・評価
1991年より助監督として従事。崔洋一、村川透、原隆仁、渡邊孝好、古厩智之、中江裕司など、多くの監督のもとで経験を積む。
『エレファントソング』（1994年／利重剛監督）では助監督と共同脚本を兼任する。（この作品は、ベルリン国際映画祭95・ヤングフォーラム部門に出品され、最優秀アジア映画賞に当たるNETPAC賞を受賞）
2006年、劇場用映画監督デビュー作となる『世界はときどき美しい』を発表。第19回東京国際映画祭「日本映画・ある視点」部門に出品される。
2008年、ドキュメンタリー映画『色彩の記憶』を完成。 ゆふいん文化・記録映画祭「第一回 松川賞」に選出された他、2009年にフランスで開催されたKINOTAYO現代日本映画祭で芸術協会賞（Prix du comité artistique）を受賞。
2009年、映画俳優・松田優作の没後20年、生誕60年のメモリアルとして製作されたドキュメンタリー映画
『SOUL RED 松田優作』を監督。第22回東京国際映画祭の特別招待作品としてお披露目された後、全国公開。
2012年、長編劇映画としては第一作となる『人生、いろどり』を監督。第37回湯布院映画祭の特別試写作品としてお披露目。先行上映された徳島県内2館の観客動員は公開2週間で1万人を突破。
2013年、益田ミリ原作の人気コミックを映画化した『すーちゃん まいちゃん さわ子さん』を監督。第25回東京国際映画祭の特別招待作品としてお披露目された後、全国公開。
2016年、『泣き虫ピエロの結婚式』が公開。
最新作『母さんがどんなに僕を嫌いでも』  は、第23回釜山国際映画祭に出品された後、2018年11月16日公開。

## 主な監督作品

### 映画
- 世界はときどき美しい（2006年）
- 色彩の記憶（2008年）
- SOUL RED 松田優作（2009年）
- 人生、いろどり（2012年）
- すーちゃん まいちゃん さわ子さん（2013年）
- 泣き虫ピエロの結婚式（2016年）
- 母さんがどんなに僕を嫌いでも（2018年）

### テレビ
- ホテル時間旅行〜クラシックホテル憧憬
  - 「メルヘンの生まれた森」（BS日テレ、2012年8月24日放送）
- 恋愛体感「モトカレ」Episode3
  - 「最低なアイツと最高のクリスマス」（UULA、2013年12月配信）

出演：中村蒼、丸高愛実
- 恋文日和（日本テレビ）
  - Letter3 「キミに読む手紙」（2014年1月20日放送）

出演：石井杏奈（E-girls）、桜田通
  - Letter5 「あたしをしらないキミへ」（2014年2月3日放送）

出演：藤井夏恋（E-girls・Happiness）、浅香航大
- 幼獣マメシバ 望郷篇（BSフジ他、2014年7月放送）[10]
出演：佐藤二朗、菊池亜希子、城戸愛莉、野間口徹、宍戸開、志賀廣太郎、左とん平
- 私たちがプロポーズされないのには、101の理由があってだな（LaLa TV）[11]
出演：相武紗季、松本まりか、瀧内公美、佐久間麻由（2014年12月2日放送）
出演：佐藤めぐみ、田中美保、佐藤仁美（2015年2月3日放送）
- いつかティファニーで朝食を（日本テレビ、2015年10月放送）
出演：トリンドル玲奈、森カンナ、新木優子、徳永えり
- 福岡恋愛白書11 キミと見る景色（九州朝日放送、2016年3月26日放送）
出演：川島海荷、浅香航大
- きみはペット（フジテレビ、2017年2月放送）[12]
出演：入山法子、志尊淳、竹財輝之助、柳ゆり菜、野呂佳代
- 宮沢賢治の食卓（WOWOW、2017年6月放送）[13] [14]
出演：鈴木亮平、石橋杏奈、山崎育三郎、市川実日子、神野三鈴、平田満
- ダブル・ファンタジー（WOWOW、2018年6月放送）[15] [16]
出演：水川あさみ、田中圭、眞島秀和、栁俊太郎、多岐川裕美、村上弘明
- パーフェクトクライム（朝日放送テレビ、2019年1月放送）[17]
出演：トリンドル玲奈、桜田通、落合モトキ、永尾まりや、眞島秀和
- 私の夫は冷凍庫に眠っている（テレビ東京、2021年4月放送）[18] [19] [20]
出演：本仮屋ユイカ、白洲迅、青柳翔、おかやまはじめ、浅田美代子、斉藤由貴
- ラブファントム（毎日放送、2021年5月放送）[21] [22]
出演：桐山漣、小西桜子、佐藤めぐみ、久保田悠来、細田佳央太、多岐川裕美、村上弘明
- HOTEL -NEXT DOOR-（WOWOW、2022年9月放送）[23] [24]
出演：ディーン・フジオカ、尾美としのり、村上弘明、石橋蓮司、加藤雅也、草笛光子
- ブルーバースデー（関西テレビ放送、2023年2月放送）[25]
出演：鶴房汐恩 (JO1)、松井愛莉、濱正悟、小島梨里杏、中川勝就 (OWV)

### MV
- カサリンチュ「あるがままに」（2013年）
- カサリンチュ「夏が終わる前に」（2013年）
出演：柄本佑、泉里香
- カサリンチュ「New World」（2013年）
アニメ「宇宙兄弟」エンディングテーマ
- カサリンチュ「あなたがそばにいるだけで」（2013年）
鈴木おさむ “泣けるMusic Video”プロジェクト
出演：ムロツヨシ、梅宮万紗子
- カサリンチュ「ハッピーエンド」（2014年）
ユナイテッド・シネマ グループ 夏のイメージソング
- カサリンチュ「セーターと三日月」（2017年）
出演：多岐川裕美 [26]

### CM
- エースコック「ベジさめ・モノクローム」篇（2009年）
- クボタ「過去と未来（eプロジェクト･地球小屋）」篇（2009年）
※第49回「消費者のためになった広告コンクール」金賞
- シオノギ製薬「うつ病疾患啓発･うつの痛み」篇 （2013年）
- パラッツォ東京プラザ「世界の踊り」篇 （2013年）
- パラッツォ東京プラザ「阿波踊り」篇 （2013年）
- パラッツォ東京プラザ「馬術学校」篇 （2013年）
- パラッツォ東京プラザ「音楽」篇 （2014年）
- ミルボン「美しさを拓く」篇 （2015年）
- アルフレッサ「作文」篇 （2016年）
- イーネット「相武紗季スライド」篇 （2016年）
- FEELCYCLE「なりたい自分に出会う旅」篇 （2017年）
- アルフレッサ「大きな背中」篇 （2018年）